# Fjell
Fjell era un municipio de la antigua provincia de Hordaland, en Noruega. Quedó disuelto el 1 de enero de 2020, cuando se fusionó con los antiguos municipios de Sund y Øygarden para formar el nuevo municipio de Øygarden.
Su centro administrativo era Straume. Se componía de varias islas al oeste de Bergen, entre ellas: Litlesotra, la parte norte de Store Sotra, Bildøy, Bjorøy, Misje y Turøy.
Debido a la apertura del puente Sotra a la parte continental en 1971 y su proximidad a Bergen, la población ha crecido de menos de 7000 a 24 427 habitantes según el censo de 2015.  A partir de 2008 tuvo una de las tasas de crecimiento más altas en Noruega. El resultado ha sido masivos congestionamientos de tránsito sobre el puente todos los días.

## Evolución administrativa
El municipio solamente tuvo un cambio territorial luego de su fundación en 1838: la transferencia de Misje y Turøyna desde el municipio de Herdla.

## Etimología
El municipio (originalmente la parroquia) recibió su nombre de la granja Fjell (en nórdico antiguo, Fjall), donde se construyó la primera iglesia. El nombre es idéntico a la palabra del noruego moderno fjell, que significa «montaña». La forma más antigua del nombre fue Undir Fjalli, que significa «debajo de la montaña». Antes de 1918, el nombre fue escrito Fjeld.

## Escudo de armas
El escudo de armas se les concedió el 27 de abril de 1957. El escudo muestra la geografía del municipio, concretamente el mar y las montañas escarpadas. También muestra una gaviota que es un ave típica de la zona.

## Historia
En Fjell estaba la fortaleza de Fjell, construida por los alemanes durante la Ocupación de Noruega en 1942. Tenía por fin vigilar el tráfico de barcos hacia Bergen.

## Geografía
Fjell era un municipio compuesto de islas al frente de la península de Bergen. Abarcaba una serie de islas entre los municipios de Sund (al sur) y Fedje (al norte). La isla más grande del municipio era Sotra, aunque solo la mitad norte pertenecía al municipio. En tamaño le seguía Litlesotra, donde se asienta Straume. Bildøyna se encontraba entre sus islas, mientras que al norte tenía a Geitung y al sur a Bjorøy. Bjorøy no tiene conexiones viales con el resto del área del antiguo municipio, pero sí con Bergen mediante el túnel de Bjorøy. Al oeste de Sotra están Algrøyna, Lokøyna y Syltøyna, mientras que al norte están Misje y Turøyna.

## Gobierno
El municipio se encargaba de la educación primaria, asistencia sanitaria, atención a la tercera edad, desempleo, servicios sociales, desarrollo económico y mantenimiento de caminos locales.

### Concejo municipal
El concejo municipal (Kommunestyre) tenía 45 representantes, que eran elegidos cada 4 años. Esos concejales elegían a un alcalde. 
En el período 2015-2019 la composición del Concejo era la siguiente:
| Partido                            | Número de representantes |
| ---------------------------------- | ------------------------ |
| Partido Laborista                  | 10                       |
| Partido del Progreso               | 4                        |
| Høyre                              | 8                        |
| Partido Demócrata Cristiano        | 4                        |
| Partido de Centro                  | 1                        |
| Partido de la Izquierda Socialista | 1                        |
| Venstre (Noruega)                  | 2                        |
| Partido Verde                      | 1                        |
| Independientes                     | 4                        |